# Floresta (Buenos Aires)
Floresta es un barrio ubicado hacia el oeste de la Ciudad de Buenos Aires, capital de la Argentina, situado en la Comuna 10. Su día es el 29 de agosto, cuando en 1857 estacionó la locomotora La Porteña en el paraje La Floresta.

## Ubicación
Las ordenanzas municipales n.º 23 698 del 11 de junio de 1968 y 26 607 del 4 de mayo de 1972 establecieron los límites actuales de la mayoría de los barrios de la ciudad. Floresta se extiende entre las calles Juan Agustín García, Joaquín V. González, Av. Gaona, Cuenca, Portela, Av. Directorio, Mariano Acosta y Av. Segurola.
Limita con los barrios de Monte Castro al norte, Villa Santa Rita al noreste, Flores al este, Parque Avellaneda al sudoeste, y Vélez Sársfield al oeste.

## Historia del barrio
Durante muchos años fue solo un área de quintas y lagunas, formadas por el arroyo Maldonado y por las lluvias, donde se practicaba la pesca.
El Ferrocarril Oeste de Buenos Aires llegó en el año 1857 y a esa estación se la denominó «La Floresta». La estación tuvo tres nombres, el 10 de agosto de 1888 cambió su nombre por el de Vélez Sársfield, y se llamó así hasta el 10 de febrero de 1944 que se la denominó nuevamente «Floresta», sin el «La» como artículo. La estación cabecera de este ferrocarril estaba donde hoy se erige el Teatro Colón.
De Floresta partió el primer colectivo, que aún recorre la avenida Rivadavia desde la calle Lacarra hasta Primera Junta, aunque el punto de partida actualmente hoy esté dentro de los límites del barrio Vélez Sársfield

### Toponimia
El nombre del barrio de Floresta según algunos autores surge de una evolución en el uso de esta palabra.
En la época en que el barrio estaba a las afueras de la ciudad de Buenos Aires y en los suburbios de San José de Flores; el paraje era conocido con el nombre de «La Floresta», justamente por la abundancia de la vegetación donde abundaban las plantas, los árboles y las flores. Mucha de esa arboleda crecía en las cercanías de los arroyos Maldonado y Cildáñez, hoy entubados.
Según otros se llamó así porque en este barrio, que en el siglo XIX conformaba los suburbios de Buenos Aires, existía un local público de diversiones de propiedad de un señor Soldati que se llamaba «Kiosco de la Floresta», ubicado en la mitad de la cuadra del pasaje Chilecito, entre calle Bahía Blanca y calle Joaquín V. González. Era un bar-café, donde por la noche se sumaban la música tanguera y prostitutas que lo hacían aún más animado. Cuando en 1855 comenzó el proyecto del primer ferrocarril argentino,  se decidió que su estación terminal estaría en el paraje de la Floresta, a dos kilómetros de San José de Flores. Quienes viajaban en el tren al oeste nada encontraban una vez que pasaban el pueblo de San José de Flores, iban a la estación siguiente para pasar un buen rato en el Kiosco de la Floresta.
El nombre recibe su oficialización cuando el 29 de agosto de 1857 el Ferrocarril del Oeste, en su viaje inaugural, transformó la estación La Floresta en el final de su recorrido.

### Cuna de la radiotelefonía
Floresta también fue cuna de la radiotelefonía en Buenos Aires. Hubo muchas estaciones radiofónicas y estaciones de radioaficionados. Una de ellas, surgida en 1925 fue la emisora LOZ Radio Sudamérica, actual Radio Mitre que comenzó a transmitir en una de las habitaciones de la casona de la familia Hamberger, la cual aún se mantiene en pie en la calle Mercedes 284; pegada a la casa donde vivió el poeta Baldomero Fernández Moreno. Allí se congregaban figuras destacadas de la escena, como los actores Florencio Parravicini y Roberto Casaubón, o la cantante Ada Falcón, al violinista León Fontova y a la guitarrista María Luisa Anido, entre otros. Desde la emisora se trasmitían las secuencias del Campeonato de Box, y se informaba lo concerniente a los remates de hacienda de los Mataderos de La Tablada y del barrio de Liniers (3 km al oeste). También transmitían los partidos de fútbol del barrio.

### Personajes famosos vinculados con el barrio

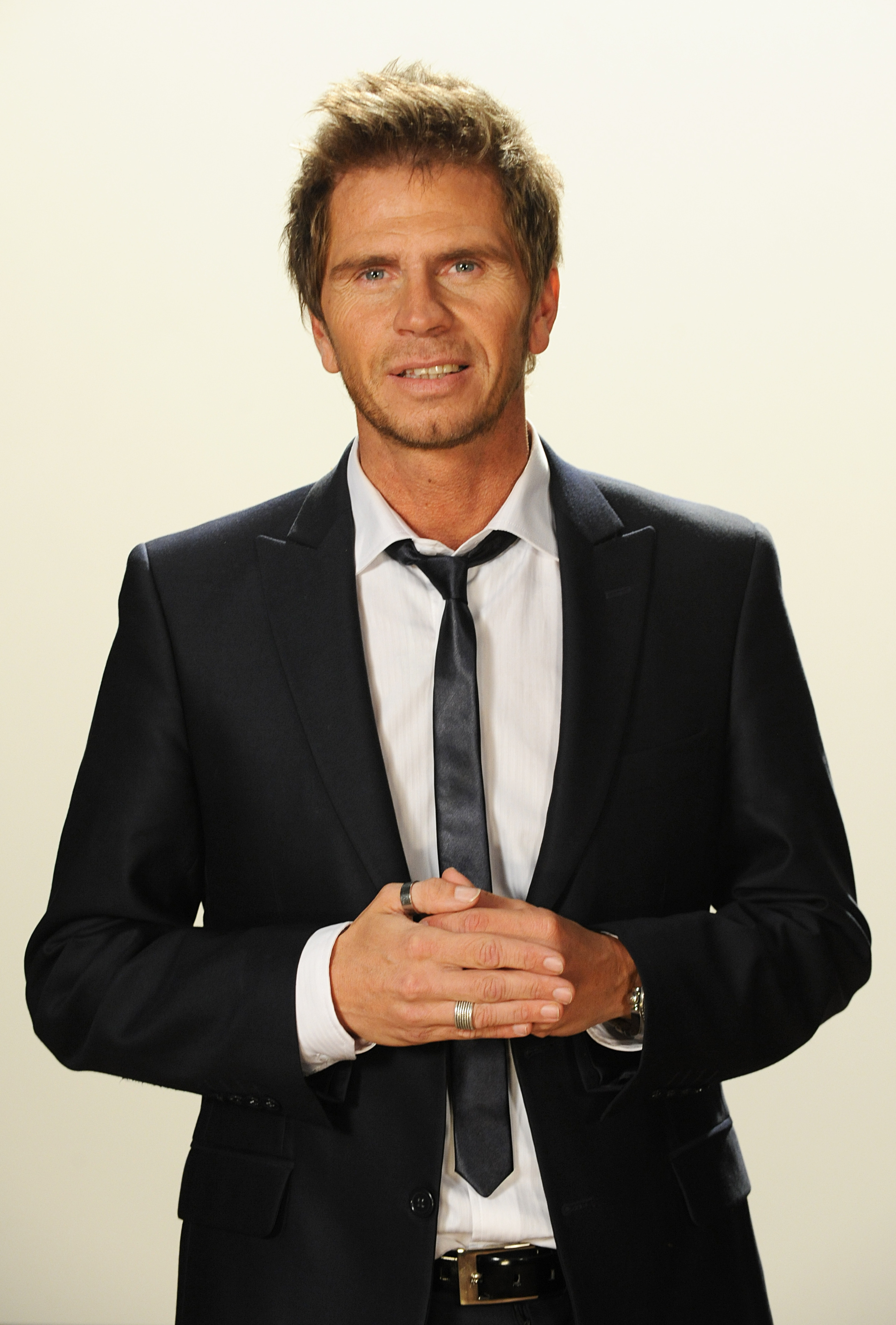
Sebastián Vignolo, reconocido periodista y relator deportivo, vivió gran parte de su vida en a Floresta

- José Colangelo: Pianista, arreglador y compositor de Tango. Nació en la calle Donizetti. Algunas de sus obras son: "Todos los sueños" , "A la Guardia Imperial" , "Fortín Cero", entre otras;
- Laura Benadiba: historiadora especializada en la metodología de la historia oral;
- Roberto Arlt: escritor porteño, caminante de sus calles, recuerda en una de sus «Aguafuertes porteñas» una casa inconclusa de la calle Laguna;
- Gabino Ezeiza, payador quien habitó una pequeña casita de la calle Azul 92;
- Dr. Fernández Moreno, médico de los honorables vecinos de loresta, padre del poeta Baldomero Fernández Moreno;
- Hermanos Fresedo: destacados músicos que formaron una orquesta que luego sería muy conocida; se iniciaron en el café Paulín situado en la avenida San Martín;
- Ferruccio Cattelani: en la calle Chivilcoy 453 vivió este concertista de violín, que daba clases de música en la Sociedad Italiana;
- Juan Velich y Mario Licasse, letrista y músico respectivamente, autores de «En un rincón de Floresta», tango que se refiere a este barrio porteño, ;
- Eduardo Gudiño Kieffer, escritor quien en su novela titulada «Será por eso que la quise tanto» describe la plaza Vélez Sarsfield;
- Óscar Hermes Villoldo: este escritor también habla del barrio;
- Elías Cárpena: también él escribe sobre Floresta;
- Mich Amed: actor y mediático de amplias apariciones en TV. Nació y vivió hasta el año 1980 en la esquina de Morón y Sanabria;
- Mariano Peluffo: conductor, locutor, y animador de televisión;
- Elizabeth Vernaci: locutora de radio;
- los artistas plásticos Antonio Pujia, Gabriel Allerborn, Francisco Lavecchia, Battistelli Mauricio, Vladimiro Melgarejo Muñoz, y quien fuera creador del Museo del Grabado, Oscar Carlos Pécora.
- Juan Falú: guitarrista y compositor argentino de folclore.
- Leandro Felipe Martínez: Actor de cine y teatro de Pelito. Actual fabricante de pastas.

## Principales calles, esquinas famosas y puntos de encuentro
- Av. Rivadavia: tiene algunos edificios de departamentos y comercios especializados en la venta de muebles y antigüedades. Tiene varias confiterías bailables (que abren desde la medianoche hasta bien entrada la mañana) muy frecuentadas los fines de semana por los jóvenes del lugar. Una de estas discotecas fue antes el cine teatro Fénix, en la esquina de dicha avenida con la calle Pergamino. En el teatro Fénix los viernes eran exclusivos para los gays y lesbianas, donde se realizaba la famosa fiesta Plop, que terminó por mudarse a Colegiales en mayo del 2009.
- Av. Juan Bautista Alberdi: es más tranquila y sencilla que la anterior y sus comercios venden todo tipo de grifería, sanitarios, etc. Allí permaneció funcionando por largos años el concurrido Cine Canadian.
- Intersección de la Av. Rivadavia y calle Pergamino: fue muy famoso el Circo de Floresta, que durante años entretuvo a los habitantes. Luego se levantó allí una importante sala de espectáculos que ha desaparecido. Aún se mantiene su arquitectura, como testimonio del pasado.
- Andén Tambero: La historia de la Estación Floresta está ligada a la recepción del tren lechero y se conserva sobre la vía Norte, casi al extremo Este de la estación, calle Joaquín V. González, el correspondiente andén de descarga.
- Instituto «Manuel Rocca» de Menores, Segurola y Juan Agustín García.[4]
- En el oeste porteño muchas de las calles que son paralelas, se cruzan en Floresta; tal es el caso de Mercedes y Segurola, esto se produce en el paso a nivel del ferrocarril, a una cuadra de la estación. Los cruces producen diagonales que permiten mejores perspectivas arquitectónicas a la hora de construir en ellas; de un lado de las vías (hacia Rivadavia) se levanta uno de los primeros edificios en altura del barrio y, del lado norte de las vías, un pequeño edificio de dos plantas de estilo italiano.
- La calle Bacacay entre San Nicolás y Bahía Blanca nos muestra una gran cantidad de estilos arquitectónicos, que dan cuenta de un gran legado social y de una rica historia.
- Fábrica de hielo y manteca «La Morocha» en la esquina de Av. Avellaneda y la calle Mercedes. Fue unas de las primeras fábricas de hielo de Buenos Aires, fundada por Juan Casagrande el 13 de diciembre de 1913. Corre peligro de demolición ya que fue cerrada.
- Esquina «Los Pibes de Floresta»: sita al noreste de la intersección entre la avenida Gaona y calle Bahía Blanca. Declarada sitio histórico por la Legislatura de la ciudad, conmemora los hechos sucedidos en la Masacre de Floresta.

## Clubes

### Club Atlético All Boys

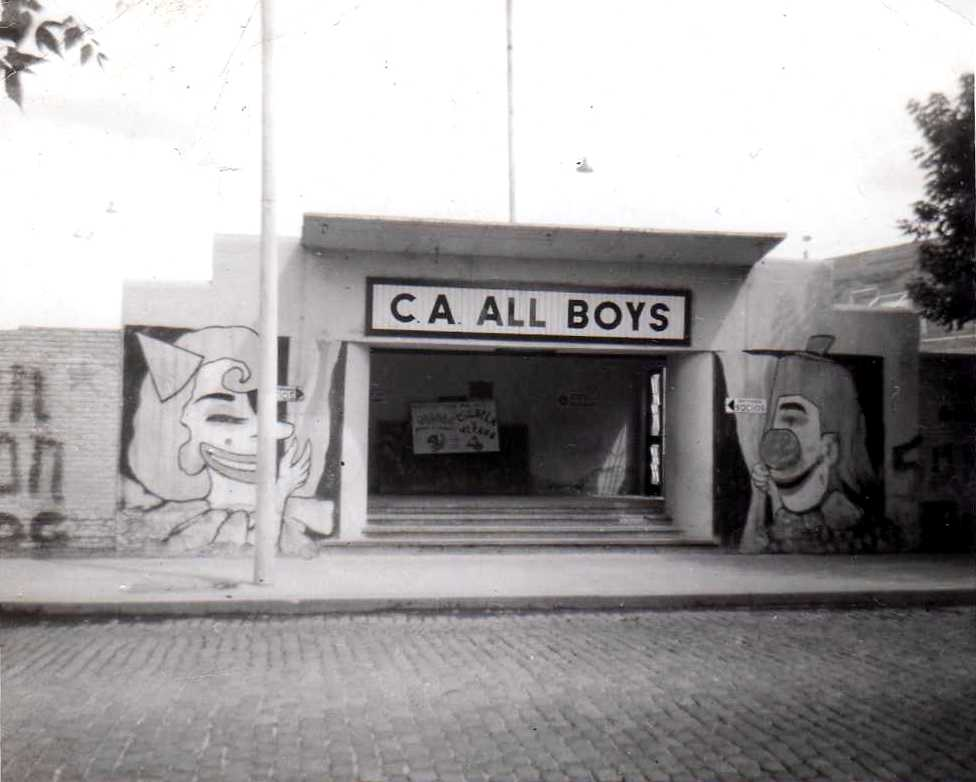
Antigua fachada del club en la década del '60.

Es la institución deportiva que representa al barrio y la más prestigiosa de la Comuna 10. Futbolísticamente milita en la Segunda División de Argentina y está actualmente ubicado en el barrio Monte Castro en la Avenida Álvarez Jonte al 4100, donde tiene la sede y el estadio de fútbol.
Las primeras ideas de fundar un club de fútbol en el barrio surgieron en Floresta a mediados de 1912, en el domicilio del señor Vicente Cincotta, ubicado en la calle Bogotá 4158 entre Segurola y Belén. A los pocos días de haber resuelto la formación de su proyecto se trasladó a pocos metros de ese domicilio, donde de encontraba la quinta Fanny, de los hermanos Bonanni, ubicada entre las calles: Goya, Bacacay, Bogotá y Belén.
El 15 de marzo de 1913 en la mencionada quinta se procedió a la firma y virtual fundación del Club Atlético All Boys; el nombre All Boys Athletic Club fue sugerido por Geronimo Siffredi, y respondía a la tradición de llamar a los clubes con nombres ingleses.

### Floresta Rugby Club
Con trabajo, esfuerzo y perseverancia se pudo fundar el 3 de septiembre de 2005.
A esta altura parece destinado al éxito y al crecimiento. Desarrolla sus prácticas y entrenamiento en el Parque Avellaneda (categorías inferiores) y en el anexo "Los Albos" (adultos mayores). Disputa en el Grupo IV de la Unión de Rugby de Buenos Aires.

## Bibliotecas y centros culturales
- Biblioteca Popular La Floresta, construida en 1876, en Avenida Avellaneda 3885.
- Biblioteca Hilario Ascasubi: 9 953 volúmenes, en calle General César Díaz 4219.
- Centro Cultural Baldomero Fernández Moreno, en calle Mercedes 1403.
- Centro Cultural Yukio Mishima, en calle Ensenada 399.

## Plazas, ferias, monumentos y fuentes
- Plaza del Corralón: en la manzana que está entre las calles Gualeguaychú, Sanabria, Morón y la avenida Gaona, en construcción desde 2016.
- Plaza Vélez Sarsfield: es la plaza histórica del barrio, fue proyectada allá por 1880. Está ubicada entre las calles Bahía Blanca, Chivilcoy, Bogotá y Av. Avellaneda. Hay en la legislatura porteña, un proyecto de ley que prevé cambiar el nombre de la plaza Vélez Sarsfield por el de «Héroes de Malvinas».
- Plaza Ciudad de Udine: está entre Magariños Cervantes, Chivilcoy, Mercedes y Camarones.
- Polideportivo Pomar: ubicada en la intersección de las calles Mercedes, César Díaz, Camarones y Chivilcoy.

## Principales iglesias
- Parroquia de Nuestra Señora de la Candelaria: constituye un verdadero hito de Floresta y está ubicada en la calle Bahía Blanca, muy cerca de la Av. Avellaneda. Es de estilo neogótico germano, y en ella se venera la imagen de Nuestra Señora de Bonaria, y a los santos Cosme y Damián, patronos de la salud.
- Parroquia de Nuestra Señora de la Paz: de estilo moderno, se encuentra en la calle Pergamino 63.[8] Tiene tres niveles diferentes y un Cristo crucificado colgado del techo sobre el altar mayor.

## Medios de transporte público

### Ferrocarriles
- Floresta: se encuentra entre la Avenida Segurola y la calle Joaquín V. González.

### Líneas de colectivos
- Por el barrio circulan los siguientes colectivos: 1 2 4 8 25 34 47 49 53 55 63 85 86 88 92 96 99 106 113 114 126 136 163 166 172 180 181